# Vicente Galindo Cortés
Vicente Galindo Cortés (Mataró, 1902 - Vénissieux, 24 de febrer de 1990) va ser un escriptor, periodista, racionalista, esperantista i anarquista català. També va ser conegut com a Fontaura.
Fill d'emigrants aragonesos a Badalona, durant la seva infància patí diverses malalties. Va estudiar als escolapis i fruit d'aquesta època serà el seu anticlericalisme i el seu ateisme, però també un gran interès per la literatura. Als15 anys estableix contacte amb l'anarquisme i entra a treballar de mecànic en un taller. A Badalona coneix Avelino Luis Bulffi de Quintana i les seves reflexions sobre el neomalthusianisme i l'anarcoindividualisme, així com les idees d'André Lorulot i Émile Armand, a les quals restarà fidel. No obstant, això no li impedirà col·laborar amb l'anarcosindicalisme i el comunisme llibertari.

## Obres[calcitació]
- ¿Cómo es posible vivir actualmente en anarquía? (1934)
- La escuela del trabajo (1950)
- Hacia una vida mejor. En la ruta de la CNT (1969)
- Liberakanaj vivkonceptoj pri socia organizado (1970)
- El Anarquismo. Sus posibilidades (1971)
- La juventud ante la incógnita del futuro (1972)
- Anarquismo para anarquistas (1973)
- Anarquismo individualista en la sociedad de consumo (1975)
- Poesía y anarquismo (1977)
- Felipe Alaiz, anarquista heterodoxo (1978)
- La estela de los recuerdos. Ideas y figuras (1986)
- El anarquismo en Alicante (1987)
- El periodismo independiente y libertario de Felipe Alaiz (1990)